# Henrique, Conde de Paris
Henrique Filipe Pedro Maria de Orléans (em francês:  Henri Philippe Pierre Marie d'Orléans; Sint-Pieters-Woluwe, 14 de junho de 1933 – Paris, 21 de janeiro de 2019) foi um príncipe francês da Casa de Orléans e pretendente orleanista ao extinto trono francês de 1999 até sua morte. Se ele fosse rei, teria sido Henrique VII. Descende do rei Luís Filipe I de França e do imperador D. Pedro I do Brasil ambos por seu pai e por sua mãe.

## Vida
Era filho de Henrique de Orléans e da sua esposa, a princesa Isabel de Orléans e Bragança, nascido a 14 de Junho de 1933, em Sint-Pieters-Woluwe, na Bélgica, pois desde 1886, uma lei proibiu os herdeiros das ex-dinastias reinantes francesas de entrar na França. Essa lei foi revogada em 1950, mas Henrique já tinha sido autorizado a entrar na França por especial favor do presidente Vincent Auriol, em 1948.
Em 25 de Agosto de 1940, o avô de Henrique, João, Duque de Guise, morreu. O seu pai foi reconhecido pela maioria dos franceses adeptos da realeza como chefe da casa real francesa, e tornou-se Delfim de França.
Ele estudou no Institut d'Etudes Politiques de Paris (Instituto de Estudos Políticos de Paris). Depois disso, ele serviu no exército, nomeadamente durante a Guerra da Argélia.

## Casamento e descendência
Em 5 de Julho de 1957, ele casou com a duquesa Maria Teresa de Württemberg (nascida em 1934). Ele recebeu então, o título de Conde de Clermont. Dessa união, nasceram cinco filhos:
- Maria Isabel Margarida Ana Geneviève d'Orléans (Marie Isabelle Marguerite Anne d’Orléans, nascida a 3 de janeiro de 1959, em Boulogne sur Seine), casada pelo civil em Dreux, a 22 de Julho de 1989 e religiosamente em Friedrichshafen, a 29 de julho de 1989 com o Príncipe Alberto Gundakar Alfred Petrus do Liechtenstein.
- Francisco Henrique Luís Maria d'Orléans (François Henri Louis Marie d’Orléans, nascido a 7 de fevereiro de 1961, em Boulogne-Billancourt e falecido a 31 de dezembro de 2017), conde de Clermont; tinha uma deficiência grave.
- Branca Isabel Rosa Maria d'Orléans (Blanche Elisabeth Rose Marie d’Orléans, nascida a 10 de setembro de 1962, em Ravensburg), tem uma deficiência grave.
- João Carlos Pedro Maria d'Orléans (Jean Charles Pierre Marie d’Orléans, nascido a 19 de maio de 1965, em Boulogne sur Seine), é o atual chefe da casa real francesa, casado civil  em Paris em 19 de março de 2009 e religioso na Catedral de Senlis em 2 de maio de 2009 com a Maria Philomena Magdalena Juliana Johanna de Tornos y Steinhart
  - Príncipe Gaston de Orléans (nascido em 19 de novembro de 2009, Paris)
  - Princesa Antoinette d'Orléans (nascida em 28 de janeiro de 2012, Viena)
  - Princesa Louise-Marguerite d'Orléans (nascida em 30 de julho de 2014, Poissy)
  - Príncipe Joseph d'Orléans (nascido em 2 de junho de 2016)
  - Princesa Jacinthe d'Orléans (nascida em 9 de outubro de 2018)
  - Principe Alphonse d'Orléans (31 de dezembro de 2023)
- Eudes Thibaut Maria José d'Orléans (Eudes Thibaut Marie Joseph d’Orléans, nascido a 18 de março de 1968 em Paris), atual duque de Angoulême, casado pelo civil em Dreux, a 19 de Junho de 1999 e religiosamente em Antrain, a 10 de julho de 1999 com Marie-Claude Liesse Anne Rolande de Rohan-Chabot, com quem tem dois filhos:
  - Isabelle Marie Thérèse Éléonore d'Orléans (nasceu a 23 de abril de 2001, em Cannes);
  - Pierre Jean Marie d'Orléans (nasceu a 6 de agosto de 2003, em Cannes)